# Jon Lord
John Douglas Lord (Leicester, 9. lipnja 1941. – London, 16. srpnja 2012.), britanski klavijaturist i skladatelj.
Lord je priznati svirač Hammond orgulja i njegovog blues-rock zvuka, a također je vrlo zaslužan za pionirski rad u spajaju rocka, klasike i barokne forme. Većinu svoje popularnosti i glazbene karijere proveo je u sastavu Deep Purple, ali je isto bio istaknuti član skupina Whitesnake, Paice, Ashton & Lord, The Artwoods i Flower Pot Men. Svirao je s brojnim drugim glazbenicima uključujući i Grahama Bonneta.
Godine 1968. Lord sudjeluje u osnivanju Deep Purplea. On i bubnjar Ian Paice bili su jedini konstantni članovi sastava u periodu od 1968. do 1976., a nakon reformiranja sastava 1984. godine ostaje sve do 2002.g.
Jedno od njegovih najboljih djela bio je projekt za uživo album Concerto for Group and Orchestra, koji je izveden u 'Royal Albert Hallu' s Deep Purpleom  (Lord i Paice zajedno S  gitaristom Ritchiem Blackmoreom, pjevačem Ianom Gillanom i basistom Rogerom Gloverom), i 'Royal Philharmonic orkestrom'. Ovaj koncert je nanovo izveden 1999. godine na njihovu 30. godišnjicu djelovanja u 'Albert Hallu', također s Deep Purpleom (Lord, Paice, Gillan, Glover i Steve Morse, koji je zamijenio Ritchia Blackmorea), ali ovaj puta sa ' London Philharmonic orkestrom'.
Od 2002. godine više nije član Deep Purplea, jer se posvetio svojoj solo glazbenoj karijeri. Lord se više koncentrirao na skladanje i na blues/rock izvedbe. 2008. godine, postignut je uspjeh kao skladatelj klasične glazbe, kada mu je album Durham Concert iz 2007. godine, došao na Top ljestvice.

## Rani život
Jon Lord rođen je 9. lipnja 1941. godine u Leicesteru, Engleska, od majke Miriame (1912. – 1995., rođena Hudson) i oca Rega. Studirao je klasični klavir u dobi od pet godina, i on je imao veliki utjecaj na njegov rad, a postao je i njegov zaštitni znak. Njegova glazba bila je u rasponu od Bacha (konstantna veza u njegovoj glazbi i u njegovim improvizacijama na klavijaturama), do srednjovjekovne popularne glazbe i engleskog tradicionalnog skladatelja Edwarda Elgara.
Istovremeno Lord apsorbira blues zvukove koji su bili ključni u njegovoj rock karijeri. Uglavnom su to bili sirovi zvukovi od velikih američkih blues glazbenika poput Jimmyja Smitha, Jimmyja McGriffa i "Brother" Jacka McDuffa ("Rock Candy"), a također je od Jerryja Lee Lewisa svladao sposobnost privlačenja pažnje na pozornici. Svirajući orgulje stvarao je jazz-blues zvukove iz 1950-ih i 1960-ih, koristeći zaštitni znak blues-orgulja Hammond (modeli B3 i C3), i spajao ga s 'Leslie' zvučnim sustavom (poznato spajanje Hammond-Leslie zvučnika). Sviranje klavijatura 1970-ih, suvremenika poput Keitha Emersona i Ricka Wakemana, općenito je bilo daleko od blues smjera ili su donosili samo neke novosti, ali Lord je u potpunosti prihvatio njihove stilove.
Lord se 1959./60. seli u London, imajući želju da počne profesionalno djelovati i upisuje se u školu, 'School of Speech and Drama', koja se nalazi u sjeverozapadnom Londonu. Uz to Lord je svirao glasovir i orgulje po raznim klubovima, glazbenim sessionima i na završetku raznih svečanosti.
Svoju glazbenu karijeru započinje 1960. godine, u londonskom jazz ansamblu Billa Ashtona 'Combo'. Ashton je bio ključna osoba u britanskoj jazz glazbi i stvaranju onoga što je kasnije postalo 'National Youth Jazz orkestar'. Između 1960. i 1963. godine, Lord (zajedno s Ashtonom), odlazi u sastav 'Red Bludd's Bluesicians' (također poznat kao 'Don Wilsonov kvartet'), u kojeg je kasnije došao pjevač Arthur "Art" Wood. Wood je prethodno pjevao s Alexisom Kornerom u sastavu 'Blues Incorporated' i bio je među prvim glazbenicima u britanskom blues pokretu. U tom periodu Lord sudjeluje svirajući klavijature na The Kinksovom singlu iz 1964. godine, "You Really Got Me".
Nakon odlaska iz 'Red Bludd's Bluesiciansa' krajem 1963. godine, Wood, Lord i bubnjar Red Dunnage sastavljaju novu skupinu. Art Wood također dovodi Dereka Griffithsa (gitara) i Malcolma Poola (bas-gitara). Dunnage odlazi iz sastava u prosincu 1964. godine, a umjesto njega došao je Keef Hartley, koji je prethodno zamijenio Ringo Starra i Rorya Storma u sastavu 'Hurricanes'. Nastupaju po raznim tv emisijama poput 'Ready Steady Go!', gdje promoviraju svoj singl " Sweet Mary", ali nisu postigli značajniji komercijalni uspjeh. Njihov jedini singl koji je završio na Top ljestvicama (#28), bio je "I Take What I Want", 8. svibnja 1966. godine.
Sastav 1967. godine ponovno doživljava izmjene. Hartley odlazi i pridružuje se 'John Mayall's Bluesbreakersima'. Lord odlazi u sastav 'Santa Barbara Machine Head' (u kojemu je svirao Woodov mlađi brat Ronnie Wood), ali ubrzo prelazi svirati klavijature s Billyem Dayom u 'The Flower Pot Men', gdje susreće basistu Nicka Simpera. Lord i Simper odlaze na turneju sa sastavom kako bi promovirali njihov hit singl "Let's Go To San Francisco", međutim ona nikad nije snimljena s njima.
Početkom 1968. godine, koncentrira se na jedan teži zvuk (s obzirom na iskustva s pojavom sastava Cream i 'The Jimi Hendrix Experience'), i pomaže na snimkama pjevaču Bozu Burrelliu (kasnije članu sastava Bad Company), gitaristi Ritchiu Blackmoreu (kojeg prvi puta susreće u prosincu 1967.), bubnjaru Ianu Paiceu i bassisti Chasu Hodgesu (kasnije član pop sastava 'Chas & Dave'). Ova postava je vrlo kratko trajala, do ožujka 1968. godine, kada se osniva prva Deep Purpleova postava MK I u sasstavu;  Lord, Simper, Blackmore, Paice i pjevač Rod Evans.

## Deep Purple 1968. – 1976.
Ovo je razdoblje u Lordovoj glazbenoj karijeri kada je svirajući klavijature u Deep Purpleu, napravio svoj zaštitni znak. Ignorirajući nastajanje 'Moog sintisajzera', razvio se u rock svirača poput Keitha Emersona, koji je eksperimentirao sa zvukom klavijatura svirajući na Hammond orguljama, stilom težim od bluesa. Ovakvim načinom potpuno se prilagodio Blackmoreovoj brzini i ritmu na prvoj gitari. Lord je volio zvuk 'RMI 368' elekktričnog-pianina i čembala, koji je koristio u skladbama "Demon's Eye" i "Space Truckin'". Približno 1973. godine, Lord u svojoj tehnici spaja njegove Hammond C3 orgulje, zajedno s RMI.
Lord je svoju kombinaciju Hammond-Leslie spojio s 'Marshall' pojačalom i tako dobio vibrirajući (reski), teški, mehanički zvuk, koji je odlično parirao Blackmoreu na prvoj gitari. Također su se njih dvojica u nekim trenucima dok su svirali naizmjenično izmjenjivali u zvukovima. U ranim snimkama Deep Purplea, Lordove klavijature više su istaknute nego Blackmoreova gitara. Kasnije je Lord bio spreman da preuzme većinu ključnih dionica od ritam gitariste. Na drugom i trećem Purpleovom albumu, Lord počinje pokazivati ambicije prema spajanju rocka s klasičnom glazbom. Ovi potezi su poboljšali njegov ugled među glazbenicima, ali su i uzrokovali napetosti unutar skupine. Blackmore se želio bazirati na istraživanju teškog rock riffa, nadahnut uspjehom sastava Led Zeppelin, a Simper je jednom izjavio: "Nedostatak glazbenog smjera uzrokovale su Jon Lordove klasične ideje".
Blackmore i Lord se dogovaraju oko eksperimentiranja na zvuku pod uvjetom da Lord bude glavni na sljedećem albumu. Rezultat toga je uživo album Concerto for Group and Orchestra iz 1969. godine, koji je jedan od najranijih pokušaja povezivanja rocka s klasičnom glazbom. Koncert je izveden uživo 24. rujna 1969. godine u 'Royal Albert Hallu' (s dva nova člana sastava, Ianom Gillanom i Rogerom Gloverom, koji su zamijenili Evansa i Simpera). Materijal je snimio BBC, a kasnije je objavljen kao album i Deep Purpleu je donio prvi veći uspjeh, kao i Lordu veliko priznanje i poštovanje, vjerujući da njegov projekt i skladbe imaju budućnost. Na koncertu je Lord dobio priliku da radi s osnovnim klasičnim figurama, kao s dirigentom Malcolmom Arnoldom koji je svoje tehničke vještine doveo do nivoa da se Lord može nositi s njima kako bi izbjegao prijezir od starijih članova orkestra.
Stil klasične glazbe Purple je zadržao i na albumu In Rock, objavljen od strane EMI-a 1970. godine, i jedan je od njihovi ranih heavy rock albuma. Lord i Blackmore često su se izmjenjivali u improviziranom klasičnom stilu 'poziva i odgovora' (kao što je u skladbi "Speed King"), što je bila vrlo dobra podloga za uživo izvedbu. Također skladbu "Child in Time", Lord svira s najvećim zvučnim efektima. Lord je odsvirao eksperimentalni solo u skladbi "Hard Lovin' Man" (kompletna s interpolacijom policijske-sirene), i njegova je omiljena pjesma od svih Purpleovih studijskih izvedbi.
Deep Purple objavljuje niz albuma između 1971. s albumom Fireball i 1975. godine s albumom Come Taste the Band. Gillan i Glover iz sastava odlaze 1973., a Blackmore 1975. godine, te je sastav 1976. prestao s radom. Lordovi najveći uspjesi u tom Purpleovom periodu bili su na skladbama "Smoke on the Water", "Highway Star" i "Space Truckin'", s albuma iz 1972. Machine Head, njegov glazbeni doprinos na albumu Burn iz 1974. godine i akustična bombastika na uživo albumu iz 1972. Made in Japan.

## Whitesnake 1978. – 1983.
Lordov doprinos u sastavu Whitesnake, bio je u velikoj mjeri ograničen na dodavanju boje tonu koji je uglavnom bio u blues-rock stilu, a kojeg su već izvodili dvojica prvih gitarista Bernie Marsden i Micky Moody. Lord je svojem kompletu dodao još i 'Yamaha Electric Grand pianino', jer je blues sastav zahtijevao izvedbe s mnogo efekata i drugih sekcija. Takav raznovrstan rad snimljen je u skladbama  "Here I Go Again", "Wine, Women and Song", "She's a Woman" i "Till the Day I Die". Nekoliko singlova dospjelo je na britanske Top ljestvice. Međutim Lord je bio vrlo nezadovoljan svojim statusom u sastavu, smatrajući da je slabo plaćen, a to je otvorilo put ponovnom okupljanju Deep Purplea s MK II postavom 1984. godine.
Tijekom svog boravka u sastavu Whitesnake, Lord je snimio dva izrazito različita solo albuma. 1982. godine objavljuje Before I Forget, na kojemu se nalazi osam konvencionalnih skladbi bez orkestra sa serijom rock pjesama  ("Hollywood Rock And Roll", "Chance on a Feeling"), ili posebno na drugoj strani niz Engleskih klasičnih balada na klaviru, koje u duetu pjevaju majka i kćer, Vicki Brown i Sam Brown (supruga i kći zabavljač Joe Brown) i pjevač Elmer Gantry. Album je također dobio vrlo dobre kritike od britanskih rock talenata, uključujući i doprinose bubnjara (i 'National Youth Jazz Orchestra' pitomaca),  Simon Phillips, Cozy Powell, Neil Murray, Simon Kirke, Boz Burrell i Mick Ralphs.
Osim toga Lord je surađivao s producentom Patrickom Gambleom s 'Central televizije', gdje je 1984. godine napisao soundtrack za TV seriju Country Diary of an Edwardian Lady, na temelju knjige Edith Holden, zajedno s orkestrom kojim je dirigirao maestro Alfred Ralston.

## Deep Purple 1984 -
Deep Purple se ponovno okupio 1984. godine i nastavio glazbeno djelovati s postavom MK II. Ovaj događaj dobio je veliko odobravanje publike, uključujući i njihovu turneju tijekom 1985. godine po Americi kao potpora objavljivanju albuma Perfect Strangers, gdje ih je u Knebworthu 22. lipnja na kišom natopljenom stadionu posjetilo 70.000 gledatelja. Nakon toga slijedi niz objavljivanja albuma, često s različitom kvalitetom, a u kasnim 1990-ma, Lord je jesno želio istražiti kojim putem ide njegova glazbena karijera.
Godine 1997., stvorio je možda njegov najveći osobni rad do sada, album Pictured Within, objavljen 1998. godine. Njegova majka Miriam umire u kolovozu 1995. godine i materijal na albumu bio je duboko inspiriran tim događajem. Album je snimljen daleko od njegovog doma u njemačkom gradu Köln. Lord je potpisao za izdavačku kuću 'Virgin Classics', koja i objavljuje album. Ovo se također može gledati kao njegova prva faza odlaska iz Purplea i više okretanju prema svojoj solo karijeri. Jednu skladbu s albuma Pictured Within, pod nazivom "Wait A While", kasnije kao cover objavljuje Norveška pjevačica Sissel Kyrkjebø, na njezinom albumu iz 2003. My Heart. Lord 2002. godine odlazi iz Deep Purplea, čemu je prethodila ozljeda koja je zahtijevala operativni zahvat. Jedne prilike komentirao je svoj odlazak iz Purplea riječima: "Odlazak iz Deep Purplea za mene je bio vrlo traumatičan, kao što sam uvijek i sumnjao da će biti, ako me razumijete što mislim". Povodom tog događaja posvetio je i jednu pjesmu na svom solo albumu iz 2004. godine Beyond the Notes, pod nazivom "De Profundis".
U 2003. godini, Lord se vraća svom voljenom R&B / blues stilu i snima standardni album u Sydneyu, Australija, zajedno s Jimmyjem Barnesom, pod nazivom Live in the Basement. Lord također vrlo rado podržava projekt 'Sam Buxton Sunflower Jam Healing Trust' kojeg vodi Ian Paiceova žena, Jacky (sestra Lordove žene Vicky), gdje nastupa zajedno s velikim brojem djece. Glazbenici koji nastupaju s Lordom na sceni uključuju i Paula Wellera, Roberta Planta, Phila Manzanera, Iana Paicea i Bernia Marsdena. Dvije Lordove skladbe "Boom of the Tingling Strings" i "Disguises (Suite for String Orchestra)", snimljene su 2006. godine u Danskoj, a objavljene u travnju 2008. od izdavača 'EMI Classics'. Obje skladbe sadrže elemente simfonijskog orkestra kojim je dirigirao maestro Paul Mann. Osim toga snima drugi album sa sastavom 'The Hoochie Coochie Men', pod nazivom Danger. White Men Dancing, a objavljen je u listopadu 2007.g.
Njegov koncert pod nazivom Durham Concerto, koji je bio pod pokroviteljstvom 'Durham Univerziteta' povodom 175. godišnjice postojanja univerziteta, ugostio je veliki broj svjetskih premijera, a održan je 20. listopada 2007. u 'Durham Cathedral' zajedno s 'Royal Liverpool Philharmonic orkestra'. Uz Lorda kao solistu na Hammond orguljama, tu su još i Kathryn Tickell na northumbrian smallpipes, Matthew Barley na violončelu i Ruth Palmer na violini.

## Osobni život
Jon Lord se dva puta ženio. S prvom ženom Judith ima dvije kćerke, Amy i Sara. Druga žena zove se Vickie i sestra je od Ian Paiceove žene, Jackie. Obje obitelji žive u Velikoj Britaniji.

## Smrt
Jon Lord preminuo je 16. srpnja 2012. godine u 72. godini od raka gušterače u Londonu.

## Diskografija

### Deep Purple
- Shades of Deep Purple (1968)
- The Book of Taliesyn (1968)
- Deep Purple (1969)
- Concerto for Group and Orchestra (1969)
- In Rock (1970)
- Fireball (1971)
- Machine Head (1972)
- Made in Japan (1972)
- Who Do We Think We Are (1973)
- Burn (1974)
- Stormbringer (1974)
- Come Taste the Band (1975)
- Perfect Strangers (1984)
- The House of Blue Light (1987)
- Nobody's Perfect (1988)
- Slaves & Masters (1990)
- The Battle Rages On (1993)
- Come Hell or High Water (1994)
- Purpendicular (1996)
- Abandon (1998)
- In Concert with the London Symphonic Orchestra (1999)

### Solo
- Gemini Suite (1972)
- Windows (1974)
- Sarabande (1976)
- Before I Forget (1982)
- Country Diary of an Edwardian Lady (1984)
- Pictured Within (1998)
- Beyond The Notes (2004)
- Durham Concerto (2008)
- Boom of the Tingling Strings & Disguises (2008)

### Whitesnake
- Trouble (1978)
- Lovehunter (1979)
- Ready an' Willing (1980)
- Live...In the Heart of the City (1981)
- Come an' Get It (1981)
- Saints & Sinners (1982)
- Slide It In (1984)
- The Early Whitesnake (2004)

### The Hoochie Coochie Men
- Live at the Basement  (2003)
- Danger. White Men Dancing (2007)

### Razno
- Art Gallery (1966, with The Artwoods)
- Concerto For Group & Orchestra (1969, with Deep Purple)
- Gemini Suite Live (1970, with Deep Purple)
- The Last Rebel (1971, film score with Tony Ashton)
- Windows (1974, with Eberhard Schoener)
- First of the Big Bands (1974, with Tony Ashton)
- Malice in Wonderland (1977, with PAL)
- Line Up (1981, with Graham Bonnet))
- The Country Diary Of An Edwardian Lady (1984, with Alfred Ralston)
- From Darkness To Light (2000, not released)
- Calling The Wild (2000, film score, not released)

## Vanjske poveznice
- Službene stranice Jona Lorda
- Stranice obožavatelja Jona Lorda
- Diskografija Jona Lorda